# Gramadevata
Gramadevata (Sanskrit ग्रामदेवता grāmadevatā „Dorfgottheit“, aus grāma „Dorf, dörfliche Siedlung“ und devatā „Gottheit“) ist in der üblicherweise dem Hinduismus zugeordneten indischen Volksreligion eine lokale Schutzgottheit im ländlichen Indien, die zu einer Dorfgemeinschaft gehört. Es handelt sich dabei häufig um eine weibliche Gottheit, die von Brahmanen nicht verehrt wird. Sie tritt in unterschiedlichen Formen, Namen und Eigenschaften auf. Sie sind sowohl Schutz- als auch Muttergottheit des jeweiligen Dorfes oder einer ganzen Region. Meistens genießt sie besonders bei unteren Kasten und weiblichen Anhängern Verehrung. Die Beziehung zwischen Dorfgottheit und Bewohnern ist persönlicher und direkter als es bei den großen Gottheiten der Fall ist. Während diese als weit weg in himmlischen Sphären vorgestellt werden und unzugänglich sind, lebt die Göttin auf der Erde, mitten im Dorf oder in Bäumen und ist den Menschen so stets nah und zugänglich. Sie werden nicht durch Sanskrittexte, sondern durch eigene lokale Sprachen und Textgattungen, beispielsweise den aus Bengalen bekannten, berühmten Mangal-kavyas auf Bengali, verehrt, die die Göttin preisen, die Einführung ihrer Verehrung sowie ihren Aufstieg schildern, oftmals auch in Gedichten und Volkssagen. Vielfach gehen diese auf eine lange mündliche Tradition zurück.
Teilweise haben Gramadevatas unterschiedliche Namen, aber ähnliche Merkmale; es können auch Gruppen von Göttern gleiche oder ähnliche Ursprungsmythen haben, und viele unterscheiden sich von den allgemein hinduistischen Gottheiten wie Shiva, Vishnu oder Lakshmi durch ihre Darstellung. Andere wiederum gelten als Lokalformen dieser panindischen Götter, obwohl sie nicht unbedingt viel Gemeinsamkeit mit ihnen haben müssen. Es handelt sich dabei lediglich um einen Versuch, die Göttin für neugierige Außenseiter zugänglich zu machen und sie an die große Göttin anzugleichen und sie in ein allumfassendes, religiöses, panhinduistisches Universum einzufügen. Dies steht für den regen, fruchtbaren Austausch zwischen „großer und kleiner Tradition“, den es immer schon gab. Häufig werden die kleineren Gottheiten in den großen Traditionen als Erscheinungsform einer Gottheit übernommen und statt der üblichen Blutopfer, die im brahmanischen Ritual streng verboten sind (Ahimsa) mit Substitutionsopfern, wie beispielsweise dem Köpfen von Kokosnüssen verehrt.
Unter den Gramadevatas gibt es mehr weibliche als männliche Gottheiten, besonders in Tamil Nadu und Odisha. Diesen Göttinnen wird häufig ein männliches Blutopfer (Bali), das vor ihrem Schrein enthauptet wird, dargebracht, um sie zu besänftigen, damit sie von ihrem Zorn ablassen und das Dorf verschonen. Dabei werden die Opfer oft als Verkörperung des Ehemannes der Göttin aufgefasst, der sie gedemüdigt hat und so gebändigt wird. Sie sind also als ein Akt der Emanzipation zu verstehen. Im Gegensatz zu den großen Göttinnen, gelten sie als selbstbewusst, dominant, aggressiv, unabhängig, wild, launisch, ungestüm, gefährlich, gewaltsam, unberechenbar, zornig, blutrünstig, unbezähmbar, eigenwillig, heftig, fordernd und zerstörerisch. Sie gelten im Allgemeinen als unverheiratet, obwohl sie teilweise männliche Begleiter oder Partner und Bewacher haben. Speziell im Süden Indiens gelten diese jedoch überwiegend als Wächter und Beschützer ihrer Schreine, die ihre Befehle ausführen und sind ihnen gegenüber stark unterwürfig, untergeordnet und eindeutig unterlegen. Vielmehr ist das Dorf der eigentliche Partner der Göttin, mit dem sie in einem eheähnlichen Verhältnis lebt, ja verheiratet ist. Dorf und Göttin bilden eine untrennbare Einheit und sind aufeinander angewiesen, sind aneinander gebunden und erhalten sich gegenseitig. Bei Festen zu Ehren der lokalen Gottheiten, wird die Dorfgöttin oft mit dem Oberhaupt und Repräsentanten des Dorfes symbolisch verheiratet.
Jede Siedlung kann eine oder mehrere Gramadevatas haben, unabhängig von ihrer Größe. Es gibt mehr Dorfgottheiten als Dörfer in Indien, das seit jeher immer eine Dorfkultur war. Einige gehören nur zu einer einzelnen Siedlung, andere sind regional verbreitet. Im Unterschied zu den panindischen Göttern sind die Gramadevatas Teil des täglichen Lebens, und es besteht eine enge Beziehung zwischen den Gramadevatas und ihren Verehrern, während die „orthodoxen“ Gottheiten, die mehr mit bestimmten Zyklen und Rhythmen des Universums in Verbindung stehen, oft nur angerufen werden, wenn es erforderlich ist. Die Gramadevatas stehen im Zentrum der Aufmerksamkeit der Bewohner und bilden für sie die weitaus wichtigsten mythologischen Gestalten. Sie werden mit weit größerer Intensität als die großen „Mainstream-Gottheiten“ des Hinduismus verehrt, die für die Dorfbewohner nur eine sehr untergeordnete und geringe Rolle spielen und oftmals befinden sich nicht einmal Schreine dieser Gottheiten in der Nähe des Dorfes. Stattdessen betrachten sie die Lokalgöttin als „ihre Göttin“, die sie lieben. Im Zentrum der Verehrung steht dabei nicht das Individuum und deren Wünsche, wie bei den Mahadevis, sondern stets das Wohlergehen des Kollektivs, des Dorfes als solches sowie seiner Einwohner, das der Göttin am Herzen liegt. Es geht also immer um örtliche und existentielle Bedürfnisse des Dorfes. Dabei werden Fremde, die nicht zum Dorf gehören, oftmals vom Ritual ausgeschlossen, damit sie nicht von der Kraft der Göttin profitieren, die ja eigentlich für das Dorf und seinen Einflussbereich bestimmt ist. Eine weitere Besonderheit ist, dass im Gottesdienst der Dorfgottheiten im Gegensatz zu dem der großen Göttinnen, bei dem oft nur bestimmte Kasten beteiligt sind, das ganze Dorf teilhat, mitunter sogar Brahmanen und Muslime. Auch besteht ein gewisser Austausch zwischen den verschiedenen Kasten. Während die Feste der Mahadevis also viel individueller sind, scheint die Festtagskultur der „kleinen Gottheiten“ also stets kollektiv zu sein und das ganze Dorf mit einzubeziehen.
Gramadevatas stehen in engem Zusammenhang mit Krankheit, plötzlichem Tod, Seuchen, Katastrophen und Unglück des Dorfes, die oft als Strafe der Göttin für eine Vernachlässigung ihres Kultes oder falsche Verehrung aufgefasst werden. Oft haben sie ein ambivalentes Wesen und sind sowohl Ursache als auch Heilung einer bestimmten Krankheit, vor der sie auch beschützen können. Eng mit dem Kult der Dorfgottheiten verbunden sind Besessenheit, Trance, Träume, Visionen und Ekstase. Oft agieren Menschen, von denen die Göttin Besitz ergreift als Medium und Orakel. Der besondere Platz der Göttin ist das Dorf. Der Ursprung der Dorfgottheit wird vor Entstehung des Dorfes angenommen, oft gelten sie als Mutter, Herrin, Gebieterin (amma) und Gründerin des Dorfes, die es geboren haben. Zeitlich gehen sie dem Dorf also voraus. Sie sind sowohl Ursprung als auch Mittelpunkt des Dorfes. Es gilt als ihr Besitz und die Dorfbewohner als ihre Kinder.
Zwischen Dorf und Gramadevata besteht ein sehr enger Zusammenhang, beide sind voneinander abhängig. Die Göttin fordert Verehrung der Dorfbewohner, im Gegenzug gewährt sie gute Ernte, Fruchtbarkeit, rechtzeitigen Regen, Heilung, Schutz vor Krankheiten, plötzlichem Tod und Dämonen. Der Wirkungs- und Machtbereich der Gottheit umfasst nur das Dorf und seine Bewohner. Sobald die Bewohner das Dorf verlassen, unterstehen sie weder Einflussbereich noch Schutz der Göttin.
Dorfgottheiten werden häufig nicht in anthropomorpher Form, sondern als roter, runder, unbehauener Stein, in einem Baum, als Wasserkrug oder an einem kleinen Schrein ohne Bildnis verehrt. Zu festlichen Anlässen erstellen die Dorfbewohner in Abbilder der Gottheiten aus Erde, um sie während dieser Zeit vorübergehend im Tempel unterzubringen und darzustellen. Oft wird dabei nur der Kopf der Göttin dargestellt, der auf dem Boden platziert wird, während das Dorf als Ganzes als Körper der Göttin gilt oder sie fest in der Heimaterde des Dorfes verankert ist. Die Dorfbewohner und das Dorf selbst leben dann quasi in oder auf dem Körper der Göttin. Häufig werden Schreine oder Symbole der Gottheit am Dorfrand und Eingang aufgestellt, um Fremde, Dämonen, böse Geister und Eindringlinge fernzuhalten und zu vertreiben.
Häufig sind Gramadevatas ganzen Regionen bekannt, wie beispielsweise Manasa im Norden Indiens und Mariyamman im Süden. Andere Dorfgöttinnen können außerhalb des Dorfes völlig unbekannt sein.
Im Zentrum der Mythologie der weiblichen Dorfgottheiten steht oft ihre ungerechte, demütigende und entwürdigende Behandlung durch einen Mann, der sie betrogen, verraten oder verlassen hat.